# Eriococcus adzharicus
Eriococcus adzharicus  (лат.) — вид полужесткокрылых насекомых-кокцид рода Eriococcus из семейства войлочники (Eriococcidae).

## Распространение
Кавказ: Грузия.

## Описание
Мелкие равнокрылые насекомые овальной формы. Питаются соками злаковых растений (Poaceae). Бутылковидные железы имеются (трёхъячеистой железы и церариев нет). Самки заключены в войлочный мешок.
Вид был впервые описан в 1960 году советским и грузинским энтомологом З. К. Хаджибели вместе видами Neotrionymus ibericus, Atrococcus colchicus, Exaeretopus stipae и Luzulaspis agropyri. Eriococcus adzharicus включён в состав рода Eriococcus вместе с видами E. abaii, E. alpina, E. argentifagi, E. armeniacus, E. chabohiba, E. danzigae, E. evelinae, E. korotyaevi, E. mackenziei, E. matesovae, E. zernae, E. zygophylli и другими таксонами.